# 니가타정
니가타정(仁方町)은 히로시마현 가모군에 설치되었던 정이다. 현재의 구레시에 해당한다.